# Statistiche di Formula 1
Questa pagina descrive le statistiche di Formula 1.
Data la grande quantità delle statistiche sui risultati della Formula 1, la sezione è stata divisa in più pagine (Piloti, Scuderie e Nazioni).
Nelle varie tabelle sono indicati i record assoluti delle varie voci, dettagliate nelle apposite pagine. Il pilota che detiene più record è Lewis Hamilton, mentre la scuderia con più record è la Ferrari. In grassetto i piloti e le scuderie in attività.
Statistiche aggiornate al Gran Premio d'Ungheria 2025.

## Record Piloti

### Titoli Mondiali
| Descrizione                                                         | Record              | Pilota                            |
| ------------------------------------------------------------------- | ------------------- | --------------------------------- |
| Maggior numero di titoli mondiali                                   | 7                   | Michael Schumacher Lewis Hamilton |
| Maggior numero di titoli mondiali consecutivi                       | 5                   | Michael Schumacher                |
| Campione del mondo più giovane                                      | 23 anni, 134 giorni | Sebastian Vettel                  |
| Campione del mondo più anziano                                      | 46 anni, 41 giorni  | Juan Manuel Fangio                |
| Maggior vantaggio sul secondo                                       | 290 punti           | Max Verstappen - 2023             |
| Minor vantaggio sul secondo                                         | 0,5 punti           | Niki Lauda - 1984                 |
| Maggior numero di stagioni disputate prima di vincere il mondiale   | 13                  | Nigel Mansell                     |
| Maggior numero di Gran Premi disputati prima di vincere il mondiale | 206                 | Nico Rosberg                      |
| Maggior numero di volte vice-campione del mondo                     | 4                   | Stirling Moss Alain Prost         |
| Maggior numero di piazzamenti nei primi tre del mondiale            | 12                  | Michael Schumacher                |

### Gran Premi
| Descrizione                                            | Record              | Pilota                    |
| ------------------------------------------------------ | ------------------- | ------------------------- |
| Maggior numero di Gran Premi disputati                 | 415                 | Fernando Alonso           |
| Maggior numero di stagioni disputate                   | 22                  | Fernando Alonso           |
| Maggior numero di giri percorsi                        | 22 549              | Fernando Alonso           |
| Maggior numero di chilometri percorsi                  | 112 916             | Fernando Alonso           |
| Maggior numero di Gran Premi con lo stesso costruttore | 246                 | Lewis Hamilton - Mercedes |
| Pilota più giovane alla partenza di un Gran Premio     | 17 anni, 166 giorni | Max Verstappen            |
| Pilota più anziano alla partenza di un Gran Premio     | 55 anni, 292 giorni | Louis Chiron              |
| Maggior numero di Gran Premi conclusi                  | 345                 | Fernando Alonso           |
| Maggior numero di Gran Premi consecutivi conclusi      | 48                  | Lewis Hamilton            |

### Vittorie
| Descrizione                                                            | Record              | Pilota                                          |
| ---------------------------------------------------------------------- | ------------------- | ----------------------------------------------- |
| Maggior numero di vittorie                                             | 105                 | Lewis Hamilton                                  |
| Miglior percentuale di vittorie in carriera                            | 50,0 %              | Lee Wallard                                     |
| Maggior numero di vittorie consecutive                                 | 10                  | Max Verstappen                                  |
| Maggior numero di vittorie consecutive dalla prima gara della stagione | 5                   | Nigel Mansell - 1992 Michael Schumacher - 2004  |
| Maggior numero di vittorie in una stagione                             | 19                  | Max Verstappen - 2023                           |
| Miglior percentuale di vittorie in una stagione                        | 86,4 %              | Max Verstappen - 2023                           |
| Maggior numero di vittorie con lo stesso costruttore                   | 84                  | Lewis Hamilton - Mercedes                       |
| Stagioni consecutive con almeno una vittoria                           | 15                  | Michael Schumacher Lewis Hamilton               |
| Maggior numero di vittorie nello stesso Gran Premio                    | 9                   | Lewis Hamilton - Gran Bretagna                  |
| Maggior numero di vittorie nel Gran Premio di casa                     | 9                   | Lewis Hamilton - Gran Bretagna                  |
| Maggior numero di Gran Premi disputati prima di vincere                | 190                 | Sergio Pérez                                    |
| Maggior numero di vittorie ottenute senza aver mai vinto il mondiale   | 16                  | Stirling Moss                                   |
| Maggior numero di Gran Premi vinti da un debuttante                    | 4                   | Jacques Villeneuve - 1996 Lewis Hamilton - 2007 |
| Pilota più giovane a vincere un Gran Premio                            | 18 anni, 228 giorni | Max Verstappen                                  |
| Pilota più anziano a vincere un Gran Premio                            | 53 anni, 22 giorni  | Luigi Fagioli                                   |

### Pole position
| Descrizione                                                                 | Record             | Pilota                                   |
| --------------------------------------------------------------------------- | ------------------ | ---------------------------------------- |
| Maggior numero di pole position                                             | 104                | Lewis Hamilton                           |
| Miglior percentuale di pole position in carriera                            | 55,8 %             | Juan Manuel Fangio                       |
| Maggior numero di pole position consecutive                                 | 8                  | Ayrton Senna Max Verstappen              |
| Maggior numero di pole position consecutive dalla prima gara della stagione | 7                  | Alain Prost - 1993 Max Verstappen - 2024 |
| Maggior numero di pole position in una stagione                             | 15                 | Sebastian Vettel - 2011                  |
| Miglior percentuale di pole position in una stagione                        | 87,5 %             | Nigel Mansell - 1992                     |
| Maggior numero di pole position con lo stesso costruttore                   | 78                 | Lewis Hamilton - Mercedes                |
| Stagioni consecutive con almeno una pole position                           | 15                 | Lewis Hamilton                           |
| Maggior numero di qualifiche disputate prima di ottenere una pole position  | 217                | Sergio Pérez                             |
| Maggior numero di pole position senza ottenere una vittoria                 | 5                  | Chris Amon                               |
| Maggior numero di pole position nello stesso Gran Premio                    | 9                  | Lewis Hamilton - Ungheria                |
| Maggior numero di pole position nel Gran Premio di casa                     | 7                  | Lewis Hamilton - Gran Bretagna           |
| Pilota più giovane a realizzare una pole position                           | 21 anni, 72 giorni | Sebastian Vettel                         |
| Pilota più anziano a realizzare una pole position                           | 47 anni, 79 giorni | Nino Farina                              |

### Giri veloci
| Descrizione                                                               | Record              | Pilota                                                                            |
| ------------------------------------------------------------------------- | ------------------- | --------------------------------------------------------------------------------- |
| Maggior numero di giri veloci                                             | 77                  | Michael Schumacher                                                                |
| Miglior percentuale di giri veloci in carriera                            | 60,0 %              | Bill Vukovich                                                                     |
| Maggior numero di giri veloci consecutivi                                 | 7                   | Alberto Ascari                                                                    |
| Maggior numero di giri veloci in una stagione                             | 10                  | Michael Schumacher - 2004 Kimi Räikkönen - 2005, 2008                             |
| Miglior percentuale di giri veloci in una stagione                        | 75,0 %              | Alberto Ascari - 1952                                                             |
| Maggior numero di giri veloci con lo stesso costruttore                   | 55                  | Lewis Hamilton - Mercedes                                                         |
| Stagioni consecutive con almeno un giro veloce                            | 15                  | Michael Schumacher Lewis Hamilton                                                 |
| Maggior numero di Gran Premi disputati prima di realizzare un giro veloce | 203                 | Jarno Trulli                                                                      |
| Maggior numero di giri veloci nello stesso Gran Premio                    | 7                   | Nigel Mansell - Gran Bretagna Michael Schumacher - Spagna Lewis Hamilton - Italia |
| Maggior numero di giri veloci nel Gran Premio di casa                     | 7                   | Nigel Mansell - Gran Bretagna                                                     |
| Pilota più giovane a realizzare un giro veloce                            | 18 anni, 224 giorni | Andrea Kimi Antonelli                                                             |
| Pilota più anziano a realizzare un giro veloce                            | 46 anni, 209 giorni | Juan Manuel Fangio                                                                |

### Podi
| Descrizione                                                        | Record              | Pilota                         |
| ------------------------------------------------------------------ | ------------------- | ------------------------------ |
| Maggior numero di podi                                             | 202                 | Lewis Hamilton                 |
| Maggior numero di secondi posti                                    | 57                  | Lewis Hamilton                 |
| Maggior numero di terzi posti                                      | 45                  | Kimi Räikkönen                 |
| Miglior percentuale di podi in carriera                            | 100,0 %             | Dorino Serafini George Amick   |
| Maggior numero di podi consecutivi                                 | 19                  | Michael Schumacher             |
| Maggior numero di podi consecutivi dalla prima gara della stagione | 17                  | Michael Schumacher - 2002      |
| Maggior numero podi in una stagione                                | 21                  | Max Verstappen - 2023          |
| Miglior percentuale di podi in una stagione                        | 100,0 %             | Michael Schumacher - 2002      |
| Maggior numero di podi con lo stesso costruttore                   | 153                 | Lewis Hamilton - Mercedes      |
| Stagioni consecutive con almeno un podio                           | 18                  | Lewis Hamilton                 |
| Maggior numero di Gran Premi disputati prima di salire sul podio   | 239                 | Nico Hülkenberg                |
| Maggior numero di podi nello stesso Gran Premio                    | 14                  | Lewis Hamilton - Gran Bretagna |
| Maggior numero di podi nel Gran Premio di casa                     | 14                  | Lewis Hamilton - Gran Bretagna |
| Maggior numero di podi senza vittorie                              | 13                  | Nick Heidfeld                  |
| Pilota più giovane a salire sul podio                              | 18 anni, 228 giorni | Max Verstappen                 |
| Pilota più anziano a salire sul podio                              | 53 anni, 22 giorni  | Luigi Fagioli                  |

### Punti
| Descrizione                                                         | Record              | Pilota                |
| ------------------------------------------------------------------- | ------------------- | --------------------- |
| Maggior numero di punti                                             | 4 971,5             | Lewis Hamilton        |
| Maggior numero di Gran Premi consecutivi a punti                    | 48                  | Lewis Hamilton        |
| Maggior numero punti in una stagione                                | 575                 | Max Verstappen - 2023 |
| Stagioni consecutive con almeno un punto                            | 19                  | Lewis Hamilton        |
| Maggior numero di Gran Premi disputati prima di realizzare un punto | 44                  | Nicola Larini         |
| Maggior numero di Gran Premi a punti                                | 326                 | Lewis Hamilton        |
| Maggior numero di punti senza vincere il mondiale                   | 1 797               | Valtteri Bottas       |
| Maggior numero di punti senza vittorie                              | 608                 | Nico Hülkenberg       |
| Pilota più giovane a realizzare un punto                            | 17 anni, 180 giorni | Max Verstappen        |
| Pilota più anziano a realizzare un punto                            | 53 anni, 250 giorni | Philippe Étancelin    |

### Prime file
| Descrizione                                   | Record              | Pilota              |
| --------------------------------------------- | ------------------- | ------------------- |
| Maggior numero di prime file                  | 175                 | Lewis Hamilton      |
| Maggior numero di prime file in una stagione  | 20                  | Nico Rosberg - 2016 |
| Maggior numero di prime file consecutive      | 24                  | Ayrton Senna        |
| Pilota più giovane ad ottenere una prima fila | 18 anni, 308 giorni | Lance Stroll        |
| Pilota più anziano ad ottenere una prima fila | 52 anni, 23 giorni  | Luigi Fagioli       |

### Leader di gara
| Descrizione                                                                 | Record              | Pilota                |
| --------------------------------------------------------------------------- | ------------------- | --------------------- |
| Maggior numero di giri percorsi in testa                                    | 5 488               | Lewis Hamilton        |
| Maggior numero di chilometri percorsi in testa                              | 27 975              | Lewis Hamilton        |
| Maggior numero di Gran Premi con almeno un giro in testa                    | 192                 | Lewis Hamilton        |
| Maggior numero di Gran Premi consecutivi con almeno un giro in testa        | 18                  | Lewis Hamilton        |
| Maggior numero di Gran Premi con almeno un giro in testa in una stagione    | 20                  | Max Verstappen - 2023 |
| Stagioni consecutive con almeno un giro in testa                            | 19                  | Lewis Hamilton        |
| Pilota più giovane a condurre un gran Premio                                | 18 anni, 224 giorni | Andrea Kimi Antonelli |
| Pilota più anziano a condurre un Gran Premio                                | 52 anni, 9 giorni   | Luigi Fagioli         |
| Maggior numero di Gran Premi disputati prima di percorrere un giro in testa | 109                 | Carlos Sainz Jr.      |
| Maggior numero di giri percorsi in testa senza vincere                      | 183                 | Chris Amon            |

### Record multipli
| Descrizione                                                                                                   | Record              | Pilota                |
| --- | ------------------- | --------------------- |
| Maggior numero di vittorie partendo dalla pole position                                                       | 61                  | Lewis Hamilton        |
| Maggior numero di vittorie con giro veloce                                                                    | 48                  | Michael Schumacher    |
| Maggior numero di hat trick (vittoria + pole position + giro veloce)                                          | 22                  | Michael Schumacher    |
| Maggior numero di hat trick in una stagione                                                                   | 6                   | Max Verstappen - 2023 |
| Maggior numero di hat trick consecutivi                                                                       | 4                   | Alberto Ascari        |
| Pilota più giovane a conquistare una vittoria partendo dalla pole position                                    | 21 anni, 73 giorni  | Sebastian Vettel      |
| Pilota più anziano a conquistare una vittoria partendo dalla pole position                                    | 46 anni, 41 giorni  | Juan Manuel Fangio    |
| Pilota più giovane a conquistare un hat trick                                                                 | 22 anni, 12 giorni  | Sebastian Vettel      |
| Pilota più anziano a conquistare un hat trick                                                                 | 46 anni, 41 giorni  | Juan Manuel Fangio    |
| Maggior numero di Gran Premi percorsi in testa dal primo all'ultimo giro                                      | 23                  | Lewis Hamilton        |
| Maggior numero di Grand Chelem (vittoria + pole position + giro veloce + gara condotta per tutti i suoi giri) | 8                   | Jim Clark             |
| Pilota più giovane a conquistare un Grand Chelem                                                              | 23 anni, 277 giorni | Max Verstappen        |
| Pilota più anziano a conquistare un Grand Chelem                                                              | 45 anni, 42 giorni  | Juan Manuel Fangio    |

### Record negativi
| Descrizione                                                              | Record | Pilota            |
| ------------------------------------------------------------------------ | ------ | ----------------- |
| Maggior numero di ritiri                                                 | 148    | Andrea De Cesaris |
| Maggior numero di ritiri consecutivi                                     | 18     | Andrea De Cesaris |
| Maggior numero di Gran Premi senza vittoria                              | 241    | Nico Hülkenberg   |
| Maggior numero di Gran Premi senza pole position                         | 181    | Romain Grosjean   |
| Maggior numero di Gran Premi senza giro veloce                           | 179    | Lance Stroll      |
| Maggior numero di Gran Premi senza vittoria, pole position o giro veloce | 158    | Martin Brundle    |
| Maggior numero di Gran Premi senza podi                                  | 128    | Adrian Sutil      |
| Maggior numero di Gran Premi senza punti                                 | 51     | Luca Badoer       |
| Maggior numero di Gran Premi senza giri in testa                         | 185    | Kevin Magnussen   |

### Record di velocità
| Descrizione                                         | Record       | Pilota                        | Gran Premio | Stagione | Fonte |
| --------------------------------------------------- | ------------ | ----------------------------- | ----------- | -------- | ----- |
| Maggior velocità media tenuta nell'arco di una gara | 247,586 km/h | Michael Schumacher ( Ferrari) | Italia      | 2003     | [ 1 ] |
| Maggior velocità media nel giro record in gara      | 257,321 km/h | Rubens Barrichello ( Ferrari) | Italia      | 2004     | [ 2 ] |
| Maggior velocità media nel giro in qualifica        | 264,362 km/h | Lewis Hamilton ( Mercedes)    | Italia      | 2020     | [ 3 ] |
| Massima velocità raggiunta in gara                  | 372,499 km/h | Valtteri Bottas ( Williams)   | Messico     | 2016     | [ 4 ] |

## Record Scuderie

### Titoli Mondiali
| Descrizione                                               | Record | Scuderia |
| --------------------------------------------------------- | ------ | -------- |
| Maggior numero di titoli mondiali piloti                  | 15     | Ferrari  |
| Maggior numero di titoli mondiali piloti consecutivi      | 7      | Mercedes |
| Maggior numero di titoli mondiali costruttori             | 16     | Ferrari  |
| Maggior numero di titoli mondiali costruttori consecutivi | 8      | Mercedes |

### Gran Premi
| Descrizione                            | Record | Scuderia |
| -------------------------------------- | ------ | -------- |
| Maggior numero di Gran Premi disputati | 1 112  | Ferrari  |
| Maggior numero di stagioni disputate   | 76     | Ferrari  |

### Vittorie
| Descrizione                                             | Record | Scuderia        |
| ------------------------------------------------------- | ------ | --------------- |
| Maggior numero di vittorie                              | 248    | Ferrari         |
| Maggior numero di vittorie per modello di vettura       | 21     | Red Bull - RB19 |
| Maggior numero di vittorie consecutive                  | 15     | Red Bull        |
| Maggior numero vittorie in una stagione                 | 21     | Red Bull - 2023 |
| Stagioni consecutive con almeno una vittoria            | 20     | Ferrari         |
| Maggior numero di Gran Premi disputati prima di vincere | 127    | Jordan          |

### Pole position
| Descrizione                                                                  | Record | Scuderia        |
| ---------------------------------------------------------------------------- | ------ | --------------- |
| Maggior numero di pole position                                              | 254    | Ferrari         |
| Maggior numero di pole position consecutive                                  | 24     | Williams        |
| Maggior numero pole position in una stagione                                 | 20     | Mercedes - 2016 |
| Stagioni consecutive con almeno una pole position                            | 15     | Ferrari         |
| Maggior numero di Gran Premi disputati prima di realizzare una pole position | 143    | Haas            |

### Giri veloci
| Descrizione                                                               | Record | Scuderia         |
| ------------------------------------------------------------------------- | ------ | ---------------- |
| Maggior numero di giri veloci                                             | 263    | Ferrari          |
| Maggior numero di giri veloci consecutivi                                 | 9      | Ferrari          |
| Maggior numero giri veloci in una stagione                                | 14     | Ferrari - 2004   |
| Stagioni consecutive con almeno un giro veloce                            | 17     | Ferrari Red Bull |
| Maggior numero di Gran Premi disputati prima di realizzare un giro veloce | 256    | Sauber           |

### Podi
| Descrizione                                                      | Record | Scuderia         |
| ---------------------------------------------------------------- | ------ | ---------------- |
| Maggior numero di podi                                           | 834    | Ferrari          |
| Maggior numero di podi consecutivi                               | 53     | Ferrari          |
| Maggior numero podi in una stagione                              | 33     | Mercedes - 2016  |
| Stagioni consecutive con almeno un podio                         | 45     | Ferrari          |
| Maggior numero di Gran Premi disputati prima di salire sul podio | 75     | Footwork         |
| Maggior numero di doppiette                                      | 87     | Ferrari          |
| Maggior numero di doppiette consecutive                          | 5      | Ferrari Mercedes |
| Maggior numero di doppiette in una stagione                      | 12     | Mercedes - 2015  |

### Punti
| Descrizione                                                 | Record | Scuderia        |
| ----------------------------------------------------------- | ------ | --------------- |
| Maggior numero di punti                                     | 10 582 | Ferrari         |
| Maggior numero di Gran Premi consecutivi a punti            | 81     | Ferrari         |
| Maggior numero punti in una stagione                        | 860    | Red Bull - 2023 |
| Stagioni consecutive con almeno un punto                    | 68     | Ferrari         |
| Maggior numero di Gran Premi a punti                        | 865    | Ferrari         |
| Maggior numero di Gran Premi disputati senza ottenere punti | 94     | Caterham        |

### Leader di gara
| Descrizione                                                               | Record | Scuderia                        |
| ------------------------------------------------------------------------- | ------ | ------------------------------- |
| Maggior numero di giri in testa                                           | 16 052 | Ferrari                         |
| Maggior numero di chilometri in testa                                     | 83 172 | Ferrari                         |
| Maggior numero Gran Premi con almeno un giro in testa                     | 509    | Ferrari                         |
| Maggior numero di Gran Premi consecutivi con almeno un giro in testa      | 39     | Mercedes                        |
| Maggior numero Gran Premi con almeno un giro in testa in una stagione     | 21     | Mercedes - 2019 Red Bull - 2023 |
| Maggior numero di Gran Premi disputati prima di compiere un giro in testa | 178    | Sauber                          |

## Record sul giro nelle singole piste - Stagione 2025

### Record sul giro in qualifica
N.B. Ai fini statistici viene preso in considerazione solo il tempo valido ottenuto nel Q3.
| Gran Premio       | Circuito             | Record della pista | Pilota           | Scuderia | Stagione |
| ----------------- | -------------------- | ------------------ | ---------------- | -------- | -------- |
| Abu Dhabi         | Yas Marina           | 1'22"109           | Max Verstappen   | Red Bull | 2021     |
| Arabia Saudita    | Gedda                | 1'27"294           | Max Verstappen   | Red Bull | 2025     |
| Australia         | Albert Park          | 1'15"096           | Lando Norris     | McLaren  | 2025     |
| Austria           | Red Bull Ring        | 1'03"971           | Lando Norris     | McLaren  | 2025     |
| Azerbaigian       | Baku                 | 1'40"203           | Charles Leclerc  | Ferrari  | 2023     |
| Bahrein           | Sakhir               | 1'27"264           | Lewis Hamilton   | Mercedes | 2020     |
| Belgio            | Spa-Francorchamps    | 1'41"252           | Lewis Hamilton   | Mercedes | 2020     |
| Canada            | Montréal             | 1'10"240           | Sebastian Vettel | Ferrari  | 2019     |
| Cina              | Shanghai             | 1'30"641           | Oscar Piastri    | McLaren  | 2025     |
| Città del Messico | Hermanos Rodríguez   | 1'14"759           | Daniel Ricciardo | Red Bull | 2018     |
| Emilia-Romagna    | Imola                | 1'13"609           | Valtteri Bottas  | Mercedes | 2020     |
| Giappone          | Suzuka               | 1'26"983           | Max Verstappen   | Red Bull | 2025     |
| Gran Bretagna     | Silverstone          | 1'24"303           | Lewis Hamilton   | Mercedes | 2020     |
| Italia            | Monza                | 1'18"887           | Lewis Hamilton   | Mercedes | 2020     |
| Las Vegas         | Las Vegas            | 1'32"312           | George Russell   | Mercedes | 2024     |
| Miami             | Miami                | 1'26"204           | Max Verstappen   | Red Bull | 2025     |
| Monaco            | Monte Carlo          | 1'09"954           | Lando Norris     | McLaren  | 2025     |
| Olanda            | Zandvoort            | 1'08"885           | Max Verstappen   | Red Bull | 2021     |
| Qatar             | Lusail               | 1'20"575           | George Russell   | Mercedes | 2024     |
| San Paolo         | Interlagos           | 1'07"281           | Lewis Hamilton   | Mercedes | 2018     |
| Singapore         | Marina Bay           | 1'29"525           | Lando Norris     | McLaren  | 2024     |
| Spagna            | Barcellona-Catalogna | 1'11"383           | Lando Norris     | McLaren  | 2024     |
| Stati Uniti       | Austin               | 1'32"029           | Valtteri Bottas  | Mercedes | 2019     |
| Ungheria          | Hungaroring          | 1'13"447           | Lewis Hamilton   | Mercedes | 2020     |

### Record sul giro in gara
| Gran Premio       | Circuito             | Record della pista | Pilota                | Scuderia     | Stagione |
| ----------------- | -------------------- | ------------------ | --------------------- | ------------ | -------- |
| Abu Dhabi         | Yas Marina           | 1'25"637           | Kevin Magnussen       | Haas         | 2024     |
| Arabia Saudita    | Gedda                | 1'30"734           | Lewis Hamilton        | Mercedes     | 2021     |
| Australia         | Albert Park          | 1'19"813           | Charles Leclerc       | Ferrari      | 2024     |
| Austria           | Red Bull Ring        | 1'07"924           | Oscar Piastri         | McLaren      | 2025     |
| Azerbaigian       | Baku                 | 1'43"009           | Charles Leclerc       | Ferrari      | 2019     |
| Bahrein           | Sakhir               | 1'31"447           | Pedro de la Rosa      | McLaren      | 2005     |
| Belgio            | Spa-Francorchamps    | 1'44"701           | Sergio Pérez          | Red Bull     | 2024     |
| Canada            | Montréal             | 1'13"078           | Valtteri Bottas       | Mercedes     | 2019     |
| Cina              | Shanghai             | 1'32"238           | Michael Schumacher    | Ferrari      | 2004     |
| Città del Messico | Hermanos Rodríguez   | 1'17"774           | Valtteri Bottas       | Mercedes     | 2021     |
| Emilia-Romagna    | Imola                | 1'15"484           | Lewis Hamilton        | Mercedes     | 2020     |
| Giappone          | Suzuka               | 1'30"965           | Andrea Kimi Antonelli | Mercedes     | 2025     |
| Gran Bretagna     | Silverstone          | 1'27"097           | Max Verstappen        | Red Bull     | 2020     |
| Italia            | Monza                | 1'21"046           | Rubens Barrichello    | Ferrari      | 2004     |
| Las Vegas         | Las Vegas            | 1'34"876           | Lando Norris          | McLaren      | 2024     |
| Miami             | Miami                | 1'29"708           | Max Verstappen        | Red Bull     | 2023     |
| Monaco            | Monte Carlo          | 1'12"909           | Lewis Hamilton        | Mercedes     | 2021     |
| Olanda            | Zandvoort            | 1'11"097           | Lewis Hamilton        | Mercedes     | 2021     |
| Qatar             | Lusail               | 1'22"384           | Lando Norris          | McLaren      | 2024     |
| San Paolo         | Interlagos           | 1'10"540           | Valtteri Bottas       | Mercedes     | 2018     |
| Singapore         | Marina Bay           | 1'34"486           | Daniel Ricciardo      | Racing Bulls | 2024     |
| Spagna            | Barcellona-Catalogna | 1'15"743           | Oscar Piastri         | McLaren      | 2025     |
| Stati Uniti       | Austin               | 1'36"169           | Charles Leclerc       | Ferrari      | 2019     |
| Ungheria          | Hungaroring          | 1'16"627           | Lewis Hamilton        | Mercedes     | 2020     |